# Sympycnus nemoralis
Sympycnus nemoralis är en tvåvingeart som först beskrevs av Philippi 1865.  Sympycnus nemoralis ingår i släktet Sympycnus och familjen styltflugor. Inga underarter finns listade i Catalogue of Life.